# Cantonul Galan
Cantonul Galan este un canton din arondismentul Tarbes, departamentul Hautes-Pyrénées, regiunea Midi-Pyrénées, Franța.

## Comune
| Comune          | Populație (1999) | Cod poștal | Cod INSEE |
| --------------- | ---------------- | ---------- | --------- |
| Bonrepos        | 188              | 65330      | 65097     |
| Castelbajac     | 130              | 65330      | 65128     |
| Galan           | 769              | 65330      | 65183     |
| Galez           | 145              | 65330      | 65184     |
| Houeydets       | 183              | 65330      | 65224     |
| Libaros         | 158              | 65330      | 65274     |
| Montastruc      | 288              | 65330      | 65318     |
| Recurt          | 201              | 65330      | 65376     |
| Sabarros        | 39               | 65330      | 65381     |
| Sentous         | 105              | 65330      | 65419     |
| Tournous-Devant | 128              | 65330      | 65449     |